# Supercoppa del Portogallo 2016 (hockey su pista)
La Supercoppa del Portogallo 2016 è stata la 34ª edizione dell'omonima competizione portoghese di hockey su pista. Il torneo ha avuto luogo il 24 settembre 2016. 
A conquistare il trofeo è stato il Porto al ventesimo successo nella sua storia.

## Squadre partecipanti
| Club    | Qualificazione                       | Partecipazioni precedenti (il grassetto indica la vittoria)                                                                                    |
| ------- | ------------------------------------ | --- |
| Benfica | Detentore della 1ª Divisão           | 1982, 1983, 1986, 1991, 1992, 1993, 1995, 1997, 1998, 2000, 2001, 2002, 2005, 2009, 2010, 2012, 2014, 2015                                     |
| Porto   | Detentore della Coppa del Portogallo | 1983, 1984, 1985, 1986, 1987, 1988, 1989, 1990, 1991, 1996, 1998, 1999, 2000, 2002, 2003, 2004, 2005, 2006, 2007, 2008, 2009, 2010, 2011, 2013 |

## Risultati
| Squadra 1 | Risultato | Squadra 2 |
| --------- | --------- | --------- |
| Benfica   | 7 - 13    | Porto     |

| Mealhada 24 settembre 2016 | Benfica | 7 – 13 | Porto |  |